# Acaulon casasianum
Acaulon casasianum är en bladmossart som beskrevs av Brugués och H. Crum 1984. Acaulon casasianum ingår i släktet pygmémossor, och familjen Pottiaceae. Inga underarter finns listade i Catalogue of Life.